# 達納山脈
73°12′S 62°25′W / 73.200°S 62.417°W
達納山脈（英語：Dana Mountains）是南極洲的山脈，位於帕爾默地，處於新貝德福德灣西北面，北面是莫斯比冰川，南面是海恩斯冰川和梅納達斯冰川，美國地質調查局根據測量和該國海軍的空中照片繪入地圖，現時由南極條約體系管理。